# Toegangshek De Hooge Vuursche
Het Toegangshek van kasteel De Hooge Vuursche is een rijksmonument aan de Hilversumsestraatweg in Baarn.
Het toegangshek van Kasteel de Hooge Vuursche werd in 1912 ontworpen door Eduard Cuypers. De doorgangen voor voetgangers ter weerszijden zijn ondergeschikt gemaakt aan de hoofdingang. Het hek staat tussen twee bakstenen hekpijlers. De pijlers zijn met natuurstenen bekroond. Op de afdekplaten bevinden zich natuurstenen leeuwen. De leeuwen houden een wapenschild vast met hun voorpoten met hun kop iets opzij gedraaid. Op de smeedijzeren toog staat in gouden letters de teksten anno 1912 en De Hooge Vuursche. De toog wordt in het midden bekroond met een bronzen lantaarn. Daaronder bevindt zich een dubbel, openslaand smeedijzeren spijlenhek. 